# Mercedes Coghen
Mercedes Coghen Alberdingk-Thijm (Madri, 2 de agosto de 1962) é uma ex-jogadora de hóquei sobre a grama espanhola. Medalhista de ouro nos Jogos Olímpicos de Verão de 1992, foi a chefe da candidatura de Madri para os Jogos Olímpicos de Verão de 2016.